# Comté d'Altena
Pour les articles homonymes, voir Altena.
1161–1262
Entités précédentes :
- Comté de Berg

Entités suivantes :
- Comté de La Marck

Le comté d'Altena est un État du Saint-Empire romain germanique ayant pour capitale Altena, dans l'actuel Land de Rhénanie-du-Nord-Westphalie.
Il se sépare du comté de Berg en 1161, à la mort du comte Adolphe II, et revient à son fils Eberhard. Ses deux fils Arnold d'Altena (de) et Frédéric (de) fondent des lignées rivales qui se disputent le titre pendant un siècle, jusqu'à ce que le comte Engelbert Ier de La Marck, petit-fils de Frédéric, en abandonne l'usage en 1262.

## Généalogie des comtes d'Altena
- Eberhard Ier († 1180)
  - Arnold († 1209), comte d'Altena
    - Eberhard († 1209), comte d'Altena et d'Isenberg
    - Frédéric († 1226), comte d'Altena et d'Isenberg
      - Thierry († 1301), comte d'Altena et d'Isenberg, premier comte de Limburg

    - Thierry († 1226), évêque de Munster
    - Engelbert († 1250), évêque d'Osnabrück
    - Bruno († 1258), évêque d'Osnabrück

  - Adolphe († 1220), archevêque de Cologne
  - Frédéric († 1198), comte d'Altena
    - Adolphe Ier († 1249)
      - Othon († 1262)
      - Engelbert Ier († 1277)